# Tobias Heß
Tobias Heß oder Hess, (* 31. Januar 1558 in Nürnberg; † 24. November 1614 in Tübingen) war ein deutscher Jurist, Theosoph und Mediziner in Tübingen, der sich auch mit Theologie befasste. Er war eine der zentralen Persönlichkeiten eines Gelehrtenkreises in Tübingen, aus der die Rosenkreuzer-Bewegung hervorgegangen ist.
Zu dem Kreis gehörten lutheranische Theologen und Juristen, zum Beispiel der Juraprofessor Christoph Besold (er war auch ein begeisterter Büchersammler und erbte die Bibliothek von Hess), Tobias Adami, Wilhelm Bidembach von Treuenfels, die Ärzte Samuel Hafenreffer und Samuel Frey, der Alchemist Christoph Welling, Pastor Johann Vischer, Johann Jakob Heinlin, der österreichische Adlige Abraham Hölzel, Thomas Lansius, Wilhelm Schickard, Johann Ludwig Andreae und dessen älteren Bruder Johann Valentin Andreae, dem die Verfasserschaft der wichtigsten Schriften der Rosenkreuzer zugeschrieben wird, einer wahrscheinlich fiktiven Geheimgesellschaft, die damals einen Zeitgeist traf und große öffentliche Resonanz fand. Ihr Manifest erschien 1614 in Kassel, zirkulierte aber schon vorher in Manuskriptform. In die Bewegung flossen Ideen aus Alchemie, Kabbala, lutheranischem Reformgeist und christlicher Utopie ein.
Hess studierte in ab 1583 Jura in Altdorf bei Nürnberg und ab 1588 in Tübingen, wo er 1592 zum Dr. jur. promoviert wurde (in kirchlichem und weltlichem Recht). Er war eine Weile Anwalt in Tübingen und Speyer, wandte sich aber dann dem Studium von Medizin, Alchemie und Pharmazie im Rahmen der Schule von Paracelsus zu und praktizierte auch als paracelsianischer Arzt (was ihn aber in Konflikt mit den ansässigen Ärzten brachte, die Anhänger der traditionellen Lehre Galens waren und sich über ihn beschwerten). Oswald Croll lobt ihn in seinem Basilia Chymica als Vertreter der paracelsischen Lehre und er soll in seinem Haus auch Vorlesungen über die Lehre von Paracelsus gehalten haben. Er führte mit dem Vater Johann von Johann Valentin Andreae alchemistische Experimente in dessen Haus aus und es sind einige Rezepte von beiden erhalten. Nach dem Nachruf von Andreae war er für seine große Gelehrsamkeit bekannt, im Griechischen, Lateinischen und Hebräischen, Geschichte, Mathematik, Naturphilosophie, aber auch versiert in mechanischen Künsten.
Er war ein Anhänger des Marbacher Theologen Simon Studion, der durch Buchstabenrechnungen (Naometria) zum Bibeltext chiliastische Offenbarungen über ein in Kürze (1603, 1613 oder 1620) anbrechendes goldenes Zeitalter der Herrschaft Christi herauslas, ähnlich wie bei den Visionen und der Lehre der drei Zeitalter von Joachim von Fiore. 1605 schilderte er seine chiliastischen Visionen in einem Brief an Herzog Friedrich von Württemberg, um sich gegen Angriffe der theologischen Fakultät zu verteidigen. Die utopischen und alchemistischen Ideen von Hess beeindruckten Andreae tief.
Andreae widmete ihm zwei Texte, veröffentlichte unter seinem Namen Thecla gladii spiritualis (Straßburg 1616) und veröffentlichte einen Nachruf (Tobiae Hessi, Viri imcomparabilis, immortalitas. Straßburg: Lazarus Zetzner 1619, geschrieben schon 1614). Es gibt auch Verhörakten zu Heß aus Tübingen von 1605 wegen des Vorwurfs des Chiliasmus. In seinen letzten Lebensjahren geriet er in Tübingen in finanzielle Schwierigkeiten. Nach dem Nachruf von Andreae wurde er als Phantast und Lügner angegriffen und verspottet.